# Матильда Брабантская
Матильда Брабантская (14 июня 1224 — 29 сентября 1288) — старшая дочь герцога Брабанта Генриха II и Марии Швабской.

## Браки и дети
14 июня 1237 года в день своего тринадцатилетия Матильда Брабантская вышла замуж за Роберта I д’Артуа. Роберту был на восемь лет её старше; он был пятым сыном короля Франции Людовика VIII и Бланки Кастильской. У них было двое детей:
- Бланка д’Артуа (1248 — 2 мая 1302), первый муж — Генрих I Толстый, второй муж — Эдмунд Горбатый, 1-й граф Ланкастер[3].
- Роберт II д’Артуа (1250 — 11 июля 1302)[4], граф Артуа (с рождения, наследовал умершему ранее отцу) и сеньор Конша (по праву первой жены).

8 февраля 1250 года Роберт I был убит во время Седьмого крестового похода. 16 января 1255 года Матильда повторно вышла замуж, за Ги II де Шатильон-Сен-Поля. Он был младшим сыном Гуго I де Шатильона и Марии д’Авен. У них было шестеро детей:
- Ги III (после 1254 — 6 апреля 1317), граф де Сен-Поль, сеньор д’Анкр и де Дульен с 1289 года, Великий кравчий Франции с 1296 года[5].
- Гуго II (9 апреля 1258 — 1307), граф Блуа и Шатодёна, сеньор д’Авен и де Гиз с 1291 года.
- Жак I (ум. 11 июля 1302), сеньор д’Обиньи-ан-Артуа с 1289 года, сеньор де Лёз с 1291 года, сеньор де Конде, де Каренси, де Бюкуа (по праву жены), губернатор Фландрии.
- Беатриса (ум. 1304), муж — Жан II де Бриенн (ум. 12 июня 1294), граф д’Э с 1260 года[5].
- Жанна, муж — Гильом III де Шавиньи (ум. 2 мая 1322), сеньор де Шаторуа, де Деоль и де Сези.
- (?) Гертруда, муж — Флорен, сеньор де Малин.